# Irinjālakuda
Irinjālakuda är en ort i Indien.   Den ligger i distriktet Thrissur District och delstaten Kerala, i den södra delen av landet, 2 000 km söder om huvudstaden New Delhi. Irinjālakuda ligger 20 meter över havet och antalet invånare är 29 208.
Terrängen runt Irinjālakuda är mycket platt. Runt Irinjālakuda är det mycket tätbefolkat, med 1 135 invånare per kvadratkilometer. Närmaste större samhälle är Trichūr, 19,4 km norr om Irinjālakuda. Trakten runt Irinjālakuda består till största delen av jordbruksmark.